# Bazvash
Bazvash (persiska: بَزوَش, بزوش) är en ort i Iran.   Den ligger i provinsen Kurdistan, i den nordvästra delen av landet, 400 km väster om huvudstaden Teheran. Bazvash ligger 1 596 meter över havet och antalet invånare är 612.
Terrängen runt Bazvash är huvudsakligen kuperad, men norrut är den bergig. Runt Bazvash är det ganska tätbefolkat, med 65 invånare per kvadratkilometer. Närmaste större samhälle är Sarchī, 12,6 km öster om Bazvash. Trakten runt Bazvash består i huvudsak av gräsmarker.